# O Maníaco do Facebook
O maníaco do Facebook é um filme brasileiro de 2016 dirigido por Evandro Berlesi.
O filme foi produzido através do projeto de cinema independente Alvoroço realizado na cidade de Alvorada, no Rio Grande do Sul, que consiste em produzir filmes de baixo orçamento inteiramente alvoradenses, com equipe, elenco e trilha sonora local. Porém, nesta edição do projeto, o filme foi rodado em mais 3 cidades como Caçapava do Sul, Viamão e Porto Alegre,  contando com 4 participações especiais: Werner Schunemann, Oscar Simch, Danny Gris e Ricardo Macchi.

## Enredo
Após ser preso por um surto psicótico bizarro: cutucar desconhecidos na rua, Chitão, um dependente virtual, ou seja, um viciado em Facebook, passa a confundir a realidade com a rede social. Orientado pelo seu fiel Suporte Técnico, Chitão é induzido a excluir os usuários indesejáveis que ele os define como fakes. Ele tem 120 amigos, 37 seguidores, 2 fotos de perfil, nenhuma noção de realidade e total incapacidade de compartilhar o bom senso.

## Elenco
- Anderson Dravasie - Chitão
- Martina Pilau - Noêmia
- Lucas Sampaio - Ivan
- Danny Gris – Avô de Chitão
- Oscar Simch – Dr. Hugo
- Pedro Delgado - Suporte Técnico
- Anita Dal Moro - Joana
- Analu Bastos - Marcela
- Karine Krause - Kátia
- Cássio Cardoso – Rôni Chaveiro
- Edimilso Silva - Jonas
- Guilherme Dal Castel – Leandro
- Edna Lima – Vera
- Bruno Krieger – Motoboy
- Werner Schunemann – Darcilei do Umbu
- Ricardo Macchi – Tinder
- Graça Garcia – Vizinha
- Leandro Sagguy - Xirú
- Henrique Barreira Lago - Ratão
- Lise Silva - Cintia
- Marcos Kligman - Colega de Ivan
- Tiziane Edler – Sônia da Lanchonete
- Diogo Conte – Pedinte/Spam
- Jonas Freiberger – Pablo
- Marcio Gelain – Paleta
- Tainá Ramires – Garota do teste
- Karen Lourenzi – Garota do teste
- Ka Feldman – Garota com Xirú
- Victoria Horlle – Garota do alho
- Bruna Righes – Silvia do Chat
- Gabriel Rodrigues – Gabriel do Chat
- Julio Silva – Antônio do Chat
- Lisandra Bacci – Janete do Chat
- Marlon  DK – Jorge do Chat
- Maria de Fátima – Janice do Chat
- Paulo Renato Borges – Roberto do Chat
- Daisy Fornari – Marcia do Chat
- Thais Pinto – Bruna do Chat
- Andressa Muller – Neta Sofia
- Denir Scartezzini – Cliente do açougue
- Nunes Miguelangelo – Vendedor da loja
- Marcelo Maresia – Cliente da lancheria
- Ed Ricardo – Cliente da lancheria
- Gabriel Rocha – Rapaz da sala de espera
- Fernanda Rosmaniño – Rapaz da sala de espera
- Thaiane Estauber – Sabrina do Tinder
- Renata Teixeira – Samanta do Tinder
- Kaanda Lopes – Gabriela do Tinder
- Dayanne Moreno – Rafaela  do Tinder
- Gabriel Borsatto – Garoto do prédio de Marcela
- João Pedro Reis – Garoto do prédio de Marcela
- Evandro Berlesi – Badoo
- Cesar Ferreira – Amigo de Rôni
- Felipe Chagas – Rapaz do mercado
- Jonathan Alves – Drogado da lanchonete

## Produção
O filme foi realizado sem orçamento. Ninguém recebeu cachê. Calcula-se que os pequenos gastos não ultrapassaram o valor de 2 mil reais. O maníaco do Facebook foi o quarto longa-metragem gravado pelo projeto Alvoroço Filmes. O primeiro foi Dá um tempo! (2008), o segundo foi Eu odeio o Orkut  (2011)  e o terceiro foi Eu odeio o Big Bróder (2013). O filme foi lançado também nas plataformas Now (Net), Prime Video (Amazon) e Looke. A produção só foi possível devido a um apoio da empresa Naymar Infraestrutura Audiovisual que disponibilizou equipamentos de iluminação para o projeto.
Em novembro de 2014, 50 pessoas foram selecionadas para integrar o elenco do filme, após participarem gratuitamente de 1 mês de oficinas de interpretação, começaram as filmagens que duraram de fevereiro a maio de 2015. A finalização do filme só foi possível devido a uma campanha bem sucedida de crowdfunding.